# Station Warnant
Station Warnant is een voormalig spoorwegstation in de Waalse gemeente Anhée aan spoorlijn 150 en buurtspoorlijn 546. Het station had zowel een aansluiting voor gewone treinen alsook een eindhalte voor trams van de NMVB. Het gebouw is bewaard gebleven en is nu een woonhuis.

## Sporenplan
De combinatie trein - tram zorgde voor een bijzonder sporenplan bij het emplacement. Enkele resten hiervan zijn bewaard gebleven. Hieronder een schema van het plan.

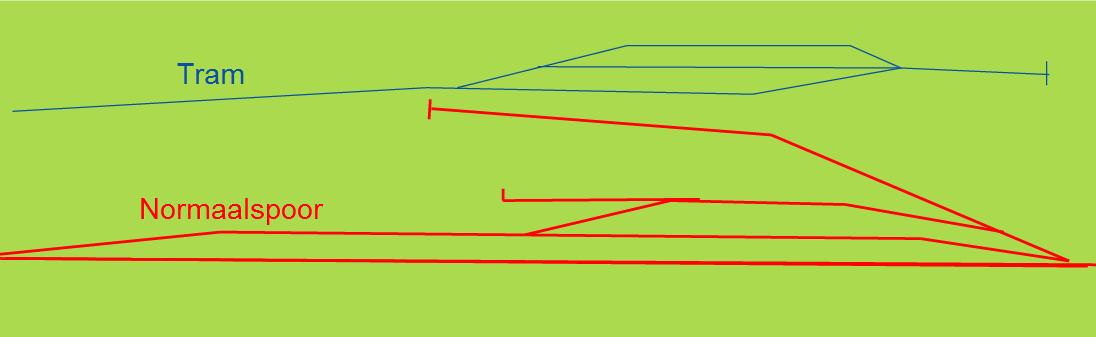
Sporenplan Warnant